# Campeonato Paulista de Futebol Sub-20 de 2008
O Campeonato Paulista de Futebol Sub-20 de 2008 foi a quinquagésima segunda edição desta competição amadora disputada entre 25 de julho e 13 de dezembro por jogadores com até 20 anos de idade e organizada pela Federação Paulista de Futebol. Na ocasião, 40 equipes foram divididas em cinco grupos com oito equipes cada.
A edição foi conquistada pelo Santos, que derrotou o São Caetano na decisão.

## Regulamento
O torneio foi disputado por 40 equipes em seis fases distintas. Na primeira fase, os clubes foram divididos em cinco grupos, que jogaram dentro dos 
grupos em turno e returno, classificando-se para a segunda fase os três melhores colocados de cada grupo junto com o melhor quarto colocado. Na segunda fase, as 16 equipes classificadas foram divididas em quatro grupos com quatro equipes, desta vez classificando-se as duas melhores de cada. Na terceira fase, dois grupos de quatro equipes se classificando apenas o campeão de cada grupo para a final.

### Critérios de desempates
Foram adotados os seguintes critérios de desempates na primeira fase:
- Maior número de vitórias;
- Maior saldo de gols;
- Maior número de gols marcados;
- Confronto direto (exclusivo quando a igualdade ocorrer apenas entre duas equipes);
- Sorteio público na sede da FPF.

## Primeira fase
Fonte.

### Grupo 2
a.^  A Inter de Limeira foi punida pelo TJD e perdeu 3 pontos.

### Grupo 4
a.^  O Ituano foi punido pelo TJD e perdeu 9 pontos.

## Segunda fase
Fonte.

### Grupo 8
a.^  O Sertãozinho foi punido pelo TJD e perdeu 6 pontos.

## Terceira fase
Fonte.

## Final
Fonte.
| Equipe 1    | Total | Equipe 2 | Ida | Volta |
| ----------- | ----- | -------- | --- | ----- |
| São Caetano | 3–4   | Santos   | 3–2 | 0–2   |

## Premiação
| Campeonato Paulista de Futebol Sub-20 de 2008 |
| --------------------------------------------- |
| Santos Campeão (3.º título)                   |